# Anderson Packers

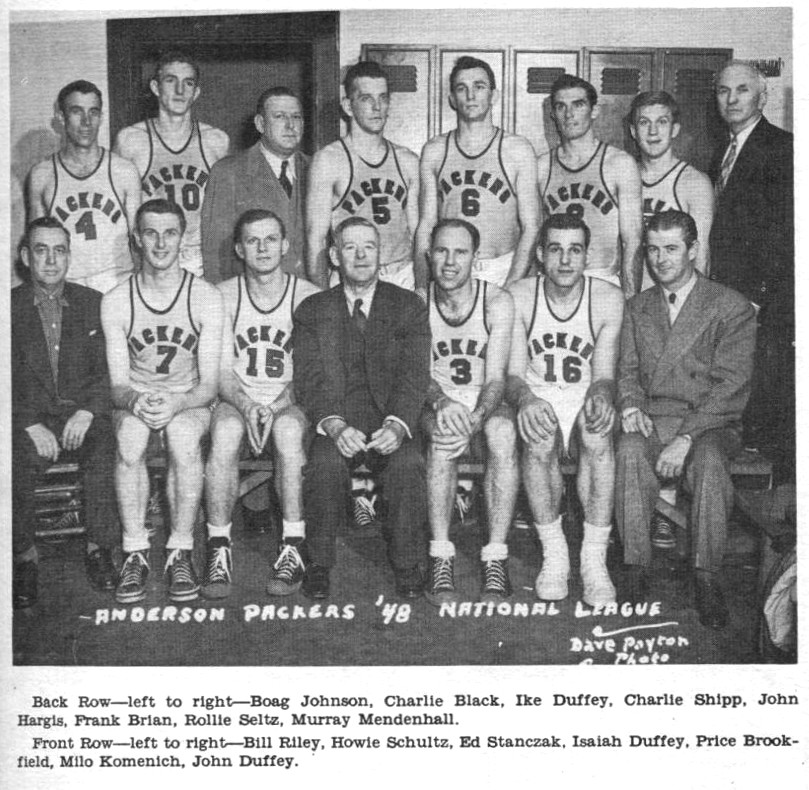
Skład zespołu z sezonu 1947/48.

Anderson Packers – amerykański klub koszykarski z siedzibą w Anderson, w stanie Indiana, działający w latach 1945–1951.

## Historia
Klub powstał w 1945, rok później dołączył do National Basketball League (NBL). Występował także w NL (National Leavgue), NBA (National Basketball Association) i NPBL (National Professional Basketball League). 
Jego założycielami i właścicielami byli bracia Ike W. i John B. Duffey, właściciele firmy zajmującej się pakowaniem mięsa –  Duffey's Incorporated, która przejęła Hughes-Curry Packing Co. z Anderson w 1946 roku. W tym czasie bracia założyli klub Anderson Packers. John Duffey został prezesem klubu, a Ike sekretarzem i skarbnikiem. Duffeyowie sprzedali z zyskiem swoją firmę w  Anderson trzy lata później, zachowując jednak dożywotnio prawa do zespołu.

## Nazwy klubu
- 1945–1946 – Anderson Chiefs (NL)
- 1946–1949 – Anderson Duffey Packers (NBL)
- 1949–1950 – Anderson Packers (NBA)
- 1950–1951 – Anderson Packers (NPBL)[2]

## Sukcesy
- Mistrzostwo NBL (1949)[3]
- Lider sezonu regularnego Dywizji Wschodniej NBL (1949)[3]

## Wyniki sezon po sezonie
| Sezon                                          | Wyg.                             | Przeg.                           | Odsetek                          | Play-off                         | Rezultat play-off                |
| National Basketball League (NBL)               | National Basketball League (NBL) | National Basketball League (NBL) | National Basketball League (NBL) | National Basketball League (NBL) | National Basketball League (NBL) |
| ---------------------------------------------- | -------------------------------- | -------------------------------- | -------------------------------- | -------------------------------- | -------------------------------- |
| 1946–47                                        | 24                               | 20                               | 54,5                             |                                  |                                  |
| 1947–48                                        | 42                               | 18                               | 70                               | 4–2                              | Przegrana – Półfinały            |
| 1948–49                                        | 49                               | 15                               | 76,6                             | 6–1                              | Mistrzostwo NBL                  |
| National Basketball Association (NBA)          |                                  |                                  |                                  |                                  |                                  |
| 1949–50                                        | 37                               | 27                               | 57,8                             | 4–4                              | Przegrana – Półfinały            |
| National Professional Basketball League (NPBL) |                                  |                                  |                                  |                                  |                                  |
| 1950–51                                        | 22                               | 22                               | 50                               |                                  |                                  |

## Nagrody indywidualne

### Trenerzy Roku NBL
- Murray Mendenhall (1948)

### Składy najlepszych zawodników

#### NBL
Na podstawie.
| I skład NBL - Frank Brian (1949) | II skład NBL - Frank Brian (1948) - Bill Closs (1949) - Ralph Johnson (1949) |

#### NBA
II skład
- Frank Brian (1950)

#### NPBL
Na podstawie.

II skład
- Jim Owens (1951)

#### Turnieju World Professional Basketball
| I skład - Charley Shipp (1948) | II skład - John Hargis (1948) - Howie Schultz (1948) |

### Członkowie NBL All-Time Team
- Charlie Shipp

## Historyczne składy
1946/47
- Robert Bolyard, Gerard Bush, Richard Furey, Elmer Gainer, Ben Gardner, Frank Gates, William Hapac, Howard Hoffman, Edmund Lewinski, Dale Morey, Howie Schultz, Rollie Seltz, Charley Shipp, Ed Stanczak, John Stanton, Russell Wilkins

1947/48
- Charlie Black, Wallace Borrevik, Frank Brian, Price Brookfield, Richard Furey, John Hargis, Ralph Johnson, Milo Komenich, Howie Schultz, Rollie Seltz, Charley Shipp, Jim Springer, Ed Stanczak

1948/49
- Frank Brian, Bill Closs, Dillard Crocker, Frank Gates, John Hargis, Ralph Johnson, Milo Komenich, Murray Mendenhall, Howie Schultz, Ed Stanczak, Jack Walton

1949/50
- Charlie Black, Frank Brian, Jake Carter, Bill Closs, Frank Gates, John Hargis, Ralph Johnson, Walt Kirk, Milo Komenich, Murray Mitchell, Richie Niemiera, Red Owens, Howie Schultz, Rollie Seltz, Jack Smiley, Ed Stanczak

1950/51
- Francis Allen, Charlie Black, Jim Cathcart, Dillard Crocker, Dick Dickey, Dunlap, Frank Gates, Bob Kinney, Leo Klier, Milo Komenich, George Latham, Al Madsen, Chuck Mrazovich, Oren Nichols, Richie Niemiera, Red Owens, Ed Stanczak, Warren Switzer, Jack Walton